# 凹耳胡湍蛙
凹耳胡湍蛙（学名：Huia cavitympanum，又名涧蛙）是赤蛙科的一种动物。分布于加里曼丹。成年蛙生活于海拔250-750米的原始森林中。雄性发出的叫声基本由超声组成。